# 11305 Ahlqvist
11305 Ahlqvist eller 1993 FS6 är en asteroid i huvudbältet som upptäcktes den 17 mars 1993 av UESAC vid La Silla-observatoriet. Den är uppkallad efter den svenske musikern, författaren och konstnären David Ahlqvist.
Asteroiden har en diameter på ungefär 3 kilometer.